# Emma Dupont
Emma Dupont (fl. 1876-1890) è stata una modella francese, nota per aver posato per alcune opere pittoriche e scultoree dell'artista Jean-Léon Gérôme.

## Biografia

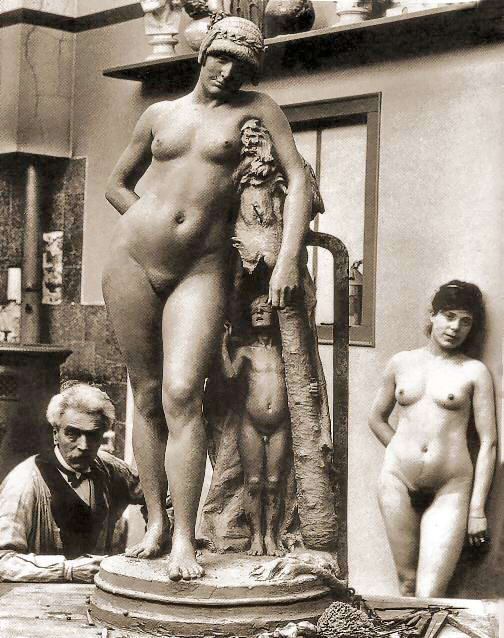
Emma e una versione in creta dellOnfale di Gérôme (quest'ultimo a sinistra) in una fotografia del 1885.

Come molte altre modelle dell'epoca, Emma Dupont era giunta a Parigi con il suo fidanzato, all'età di diciassette anni. Non si sa quale fosse la sua città d'origine. Quando venne abbandonata dal suo ragazzo, Dupont si ritrovò sola in una città a lei sconosciuta. Secondo la sua biografia scritta da Paul Dollfus nel 1896 (anche se in maniera romanzata e piena di aneddoti), Emma vagava davanti a un caffè che prima frequentava con il suo ex-ragazzo quando il proprietario la notò. Quando la ragazza gli spiegò in lacrime la sua situazione, il proprietario le diede dei soldi e le disse di ritornare la mattina seguente, promettendole che avrebbe cercato un lavoro per lei. Quando Emma tornò, il proprietario del caffè la portò dal pittore belga Alfred Stevens.
Emma aveva intenzione di posare per il proprio volto o in costume, ma si rifiutò pudicamente di posare nuda. Tuttavia, fu un altro artista, Fernand Cormon, che la persuase a spogliarsi, e grazie al suo incoraggiamento Dupont si abituò a posare senza veli, divenendo una modella di nudo. Presto Emma Dupont fece da modella per artisti come Tony Faivre, Auguste Feyen-Perrin e Gérôme. Secondo Dollfus, il suo reddito regolare le permise di vivere in un piccolo appartamento nel boulevard de Clichy che era decorato con delle opere che gli artisti per i quali aveva posato le avevano dato. Jean-Léon Gérôme, infatti, le aveva regalato uno studio a olio per il dipinto Piscina nell'harem (1876) che rimase di proprietà della famiglia dell'artista anche dopo la morte di Dupont, finché non venne venduto. Non si hanno molte altre notizie della sua vita.

## Opere per le quali fece da modella
Al 1876 risale l'opera di Gérôme Piscina nell'harem, per la quale Emma fornì la posa di una bagnante. Nel 1886 Emma prestò i propri tratti per l'Onfale, una rivisitazione muliebre dell'Ercole Farnese realizzata da Gérôme. In quell'occasione, l'artista si fece fotografare nel suo studio da Louis Bonnard accanto a un bozzetto in creta dell'opera e alla sua modella. Questo tema dell'artista con la modella nello studio sarà ripreso in seguito dall'artista. Nel dipinto La fine della seduta viene raffigurata proprio Emma Dupont che si accinge a coprire con un panno il modello in creta dell'Onfale mentre lo scultore lava i propri attrezzi da lavoro. In seguito, nel quadro Il lavoro del marmo, Jean-Léon Gérôme si autoritrasse mentre scolpisce una statua nel marmo, la Tanagra, accanto alla propria modella, seduta nella stessa posizione rigida della scultura. Si pensa pertanto che anche per la Tanagra del 1890 la modella sia Dupont. Infine, si ipotizza che Emma abbia prestato i propri tratti alla Galatea del dipinto Pigmalione e Galatea, risalente al 1890.